# ひまわり動画
ひまわり動画（ひまわりどうが）は、外部の動画共有サイトの投稿動画に、コメントを流すことができるWEBサービスである。運営者はShwe Nandar。
尚、姉妹サービスであるひまわりストリーム（ひまわりすとりーむ）についても本項目で扱う。

## 概要
YouTube、Dailymotion、FC2動画のような他の動画投稿・共有サイトや、Amazon Simple Storage Service等のオンラインサービスから動画を取得・再生し、これにコメントを重ね合わせる形態を取っている。非公式に「寄生型動画サイト」と呼ばれる場合もある。
アクセス負荷の増大に対応する形として2010年（平成22年）12月16日よりアカウント保有者のみ動画視聴ができるような仕組みになったが、現在はアカウントなしでも視聴やコメント投稿は可能である。

### FC2への譲渡
2011年（平成23年）5月末、サイト上の「ひまわり動画」ロゴが終了を示すものへ変更されると共に、ひまわり動画は2011年（平成23年）5月31日をもって終了することが告知された。
しかし､5月25日以降、この終了を示すスタンプが徐々に薄くなった。5月27日の時点で､終了を告知するスタンプは完全に消え、元に戻った。
その後、2011年（平成23年）6月3日に、開発運営ブログにて、ひまわり動画がFC2に譲渡されることが発表された。また、同年6月13日付で、FC2からも譲渡についての告知が行われた。
尚、FC2では2011年（平成23年）1月6日付で、同種のサービスであるSayMove!についても、先行して運営権の譲渡を受けている。

### Shwe Nandarへの譲渡
2020年9月に同種のサービスであるSayMove!とともにShwe Nandarへ譲渡された。

## ひまわりストリーム
ひまわり動画の姉妹サイトとして、FlashPlayerの機能を用いてライブ配信を行う「ひまわりストリーム」がある。
元々はひまわり動画と同じ管理者によって運営されていたが、ひまわり動画の譲渡に伴いサーバーが分離され、また2011年（平成23年）5月28日午後9時にひまわりストリームのアカウント先行登録が開始された。
2012年7月23日に全ユーザーのユーザー情報が流出し謝罪をした。

## ひまわり動画での逮捕者
2011年9月29日にアニメーション作品を権利者に無断でアップロードし送信できる状態にしていたとして男性を逮捕。

## 問題点
自作コンテンツの配信は少なく、TVアニメの違法配信の温床となっている。ガイドライン上では権利者の許可なく動画をアップロードすることは禁止とされているが、作品の1話丸ごとのアップロードが常態化しているなど運営による監視が事実上機能していない。なお、権利者の申し入れによる削除対応はされている。